# Glyptothorax filicatus
Glyptothorax filicatus és una espècie de peix de la família dels sisòrids i de l'ordre dels siluriformes.

## Morfologia
Els mascles poden assolir els 9,2 cm de llargària total.

## Distribució geogràfica
Es troba a la conca del riu Mekong al Vietnam.